# Miasto Zlatar
Miasto Zlatar (chorw. Grad Zlatar) – jednostka administracyjna w Chorwacji, w żupanii krapińsko-zagorskiej. W 2011 roku liczyła 6096 mieszkańców.